# 須田長義
須田長義（日语：／ Suda Nagayoshi，1579年（天正7年）—1615年6月26日（元和元年6月1日）），信濃國的武將，上杉氏家臣。須田滿親之子。官位為大炊頭。亦稱須田大炊介。

## 略歷
仕於上杉景勝，領有信濃國須田城。慶長3年（1598年），景勝移封會津之際，擔任梁川城代，領有20,000石。
慶長5年（1600年）爆發慶長出羽合戰，與本庄繁長於福島口擔任守備，迎擊來自伊達政宗的進攻。10月6日，福島城遭到伊達勢包圍，長義出城作戰，但死傷三百餘人後撤退，長義旗下的車斯忠部隊，趁伊達政宗進攻福島城時，急襲伊達本隊的小荷駄隊（糧食運輸隊），擊敗小荷駄奉行宮崎旨元（内蔵助）等人，建立功勳（松川之戰）。
慶長6年（1601年），跟隨主家移封出羽國米澤，減封至6,666石，繼續擔任梁川城代。
於大坂之役活躍，獲德川秀忠頒發感謝狀，但之後由於戰傷惡化而死去。享年37。